# 栗
栗是殼斗科栗属中的乔木或灌木总称，大约有八九种，原生于北半球温带地区。

## 特性
大部分种类栗树都是20-40米高的落叶乔木，只有少数是灌木。
各种栗树都结可以食用的坚果，单叶，椭圆或长椭圆状，10-30厘米长，4-10厘米宽，边缘有刺毛状齿。雌雄同株，雄花为直立柔荑花序，雌花单独或数朵生于总苞内。坚果包藏在密生尖刺的总苞内，总苞直径为5-11厘米，一个总苞内有1-7个坚果。
美洲栗原来是美国东部的主要树种，但被亚洲真菌寄生隐丛赤壳菌传染几乎灭绝，欧洲和西亚的栗树种类也容易受感染，但中国和日本的栗树种类对这种真菌有抵抗力，所以现在被美国引种，培养能抗真菌的杂交树种。

## 栗属的物种
- 叢生栗（Castanea alnifolia）
- 日本栗（Castanea crenata）
- 美洲栗（Castanea dentata）
- 珍珠栗（Castanea henryi）
- 板栗（Castanea mollissima）
- 美洲榛果栗（Castanea ozarkensis）
- 美洲矮生栗（Castanea pumila）
- 歐洲栗（Castanea sativa）
- 茅栗（Castanea seguinii）

## 應用

### 果實
栗坚果稱為栗子。《本草纲目·果一·栗》：“栗之大者爲板栗，中心扁子爲栗楔。稍小者爲山栗。山栗之圆而末尖者爲锥栗。”在欧洲、亚洲和美洲被广泛应用作为食品。在南欧中世纪时是居住在森林中居民食物中的主要碳水化合物来源。
栗子可以煮、烤、炒等多种方法食用，也可以磨成粉用做面包、糕点的原料。
作为食品目前在中国最流行的使用方法是糖炒栗子，用糖色和沙子混合，将变成黑色的沙子和栗子混合炒，一是使栗子受热均匀，二是使栗子中的糖分不容易损失。炒出的栗子甜香适口。北京小吃中有栗子面的小窝头，据说是从皇宫中流传出的作法，当年曾受到慈禧太后的赏识。日本家庭料理也有栗子飯的做法
冬季储藏栗子要放在沙子中，防止水分蒸发。

### 木材
栗木非常坚固耐久，不容易被腐蚀，颜色发黑，有美丽的花纹，是非常好的装饰和家具用材。但由于栗树生长缓慢，大尺寸的栗木非常昂贵。

### 樹皮
栗树皮可以提炼单宁酸和栲胶，是皮革工业的重要原料。树叶可以饲养柞蚕。

## 相片集

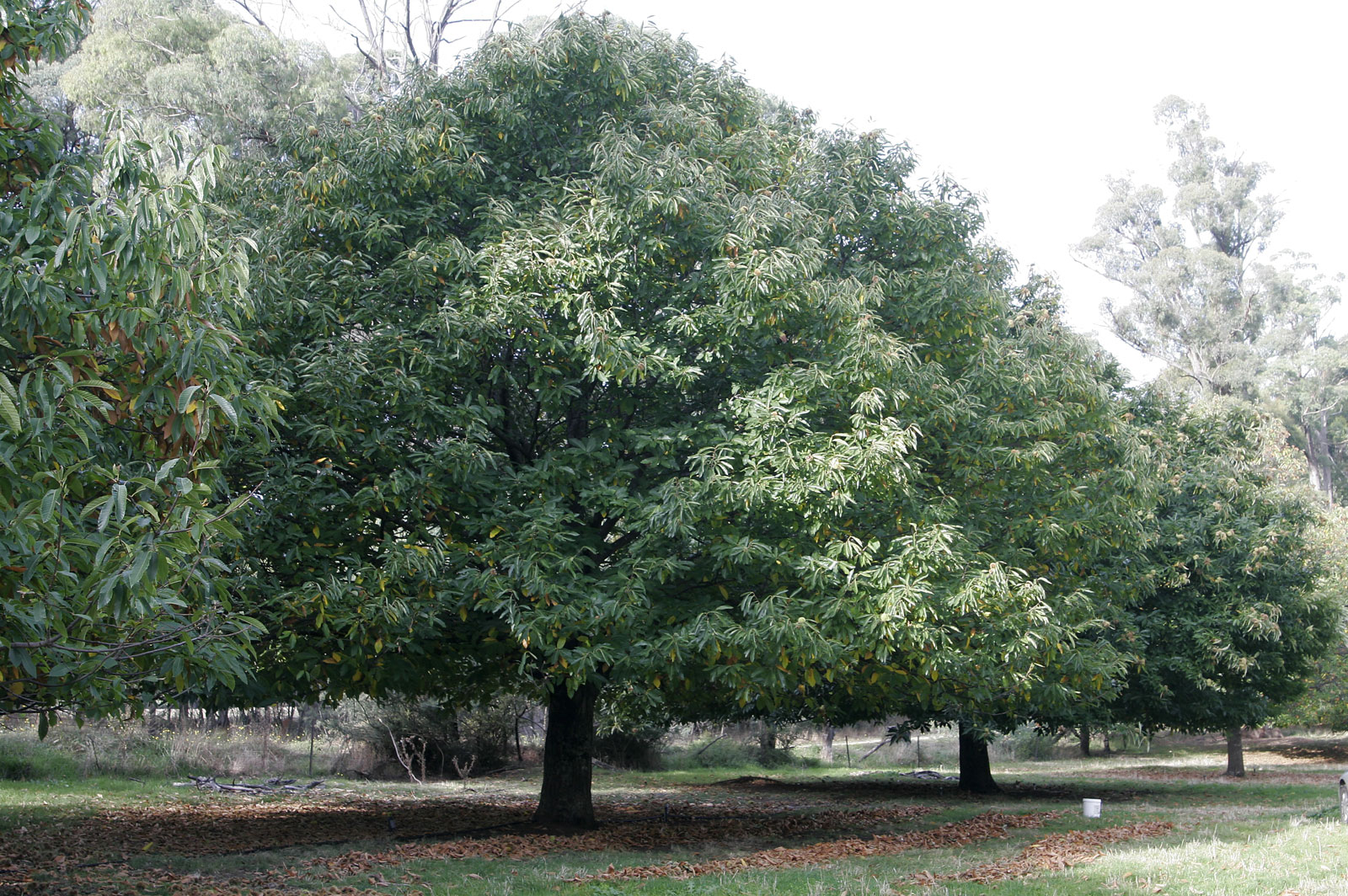
栗树
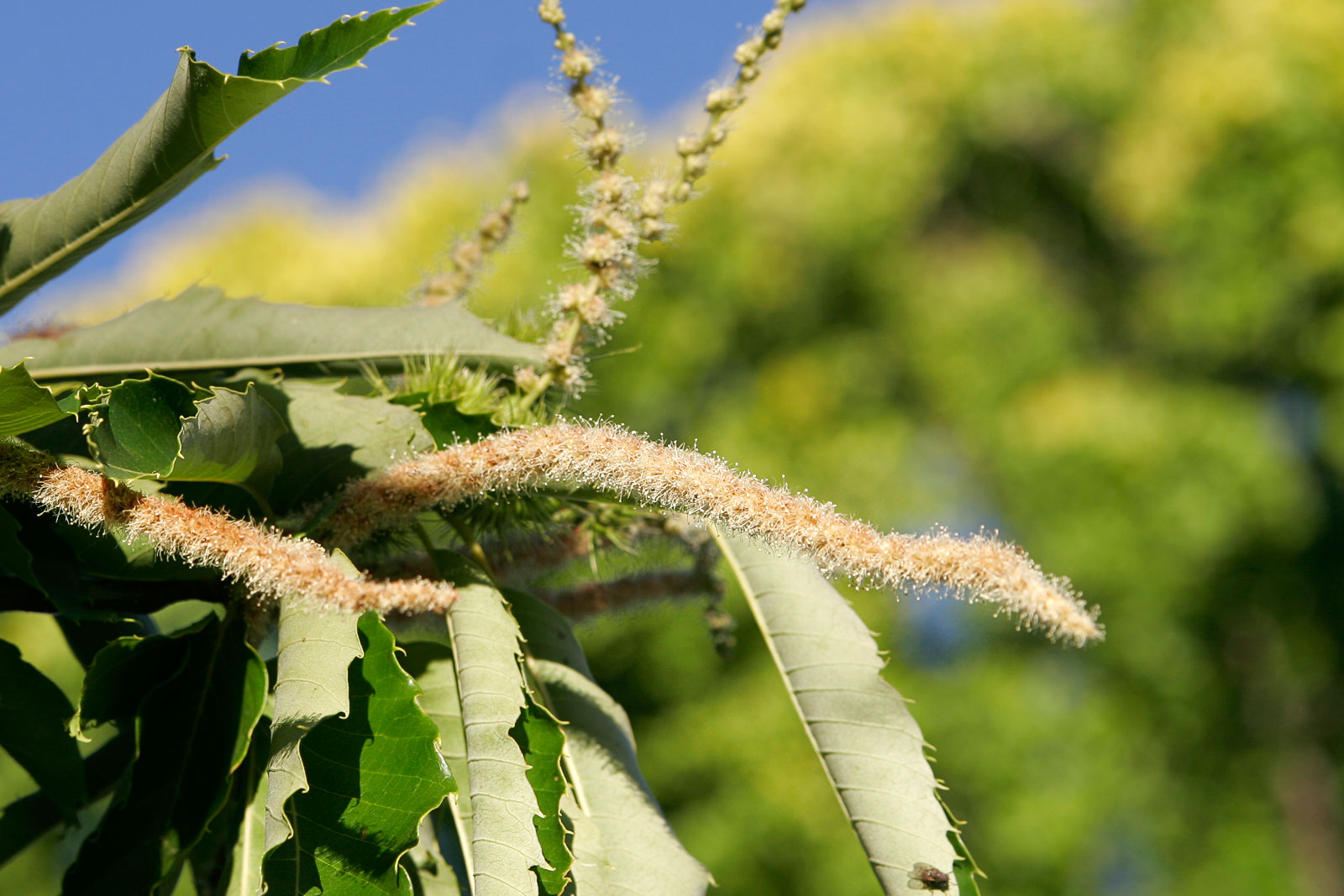
栗树花
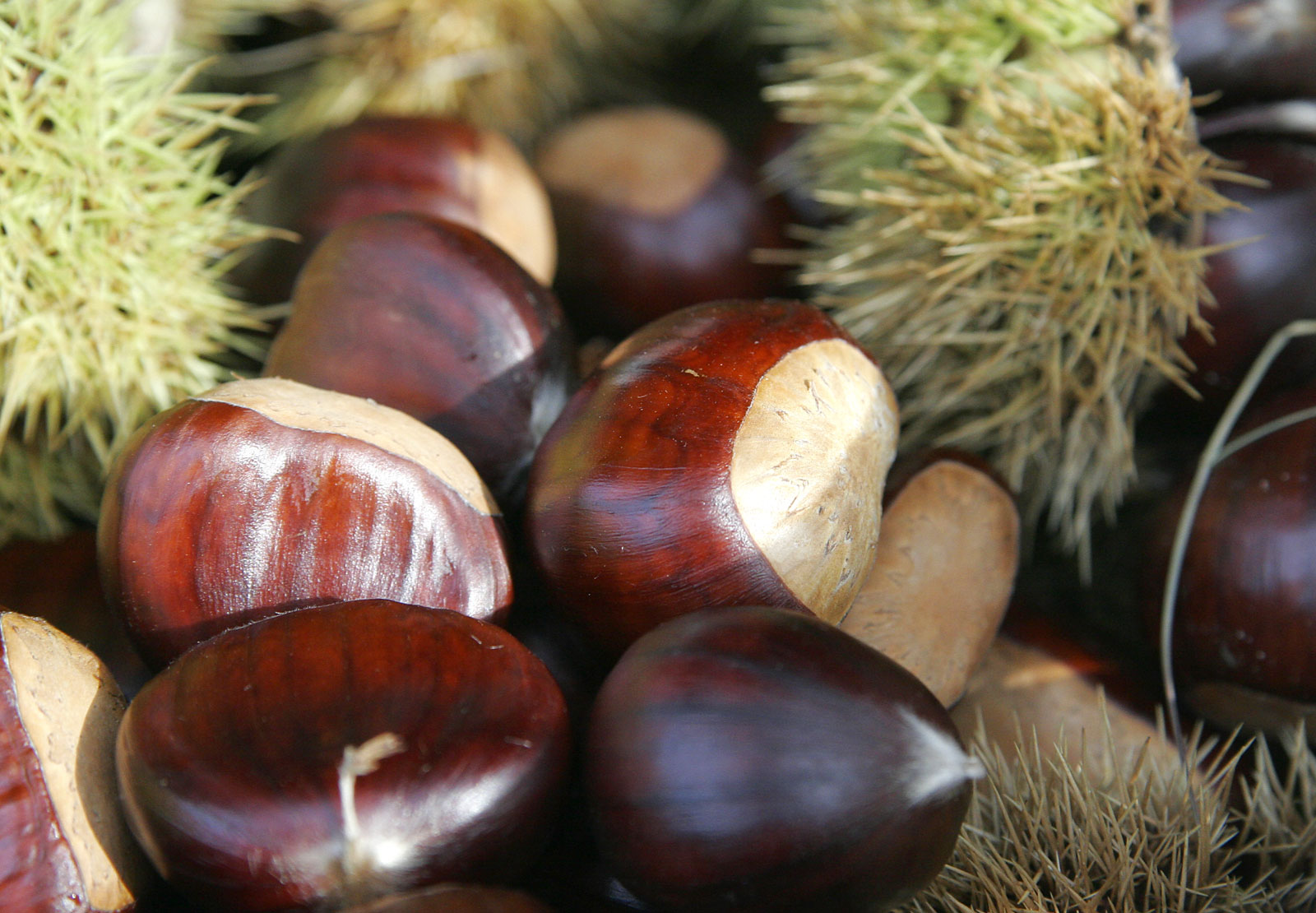
成熟的栗子（欧洲栗）
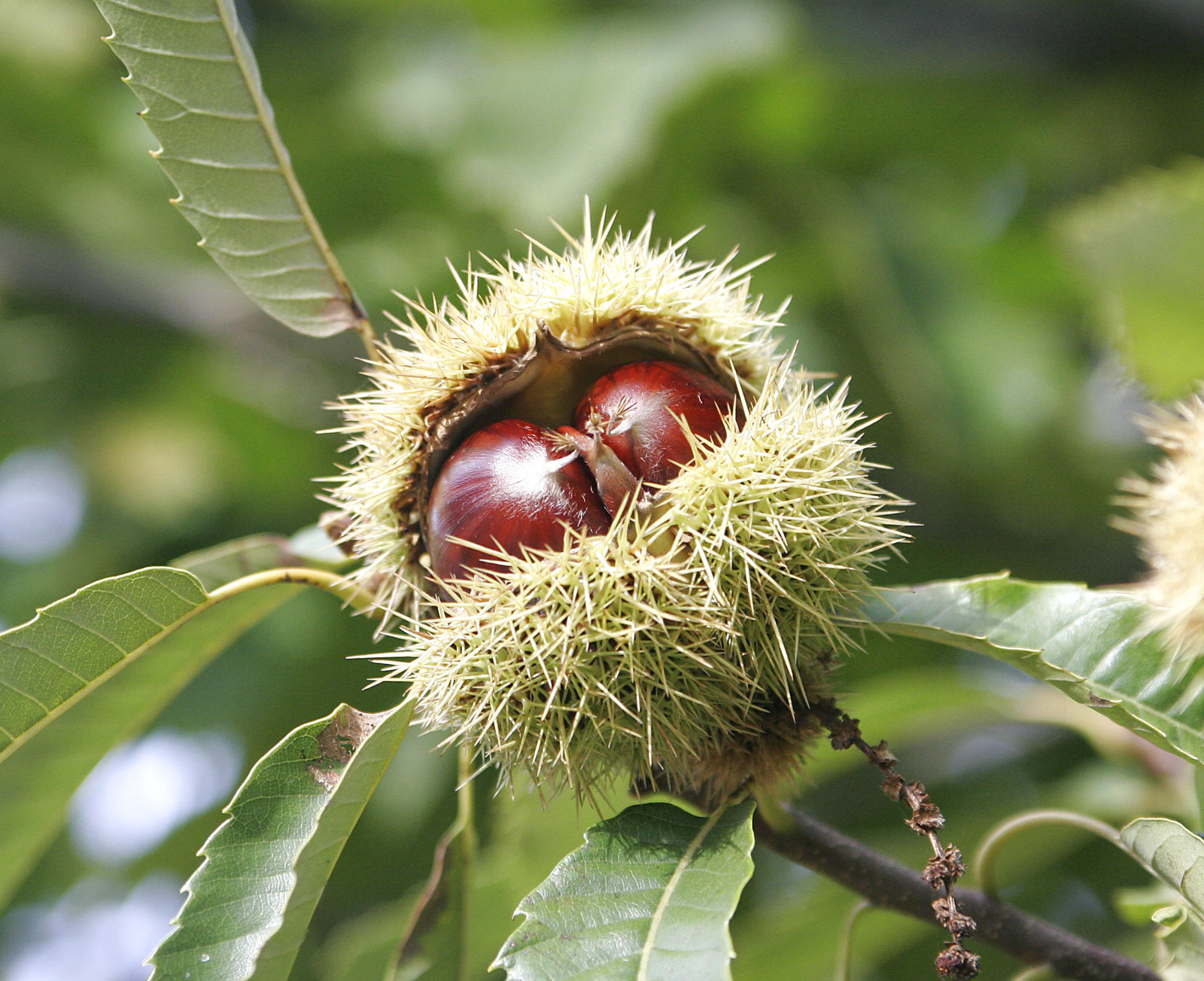
包裹在布满尖刺的总苞里的栗子（欧洲栗）
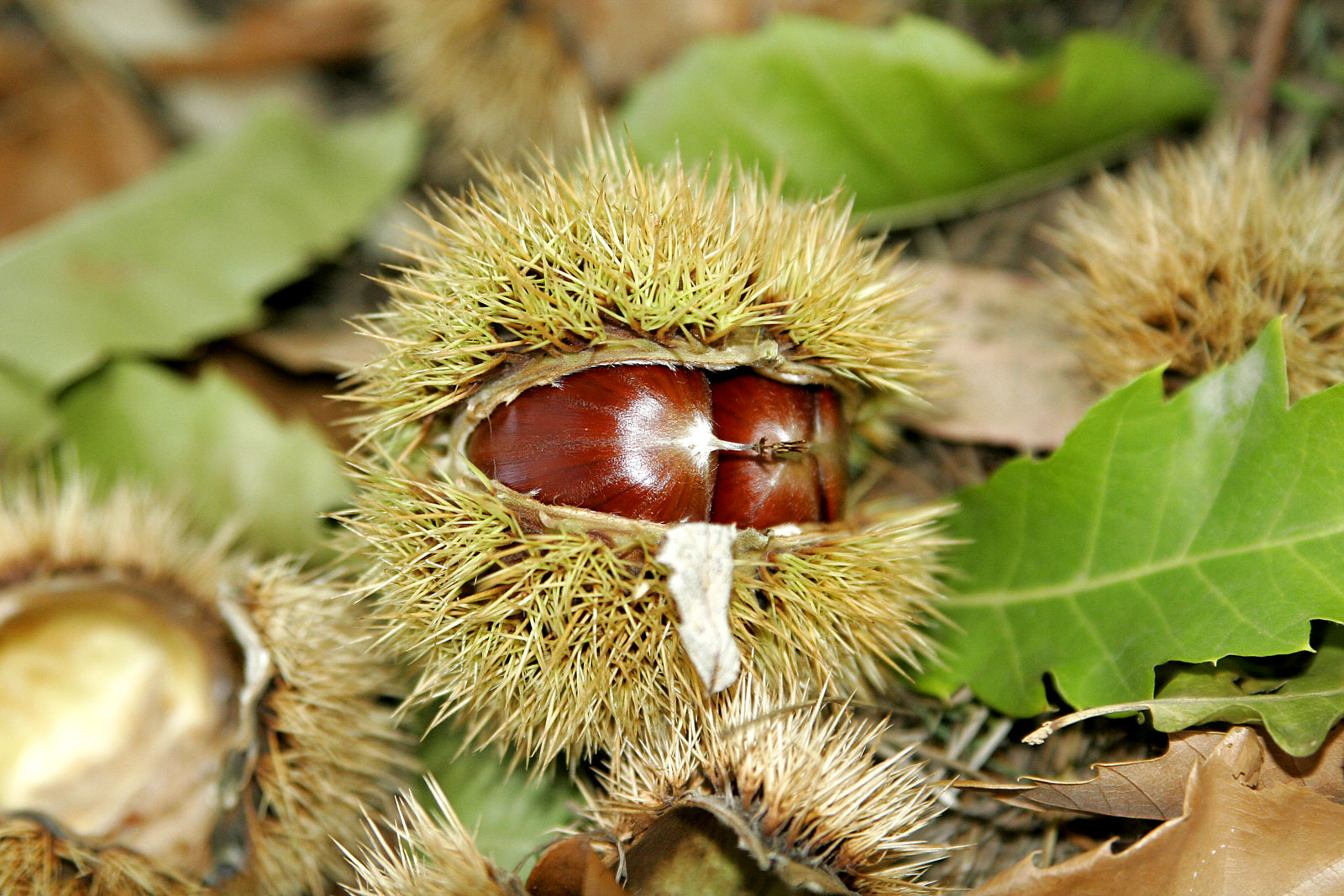
散落在栗树周围的果子。（欧洲栗）
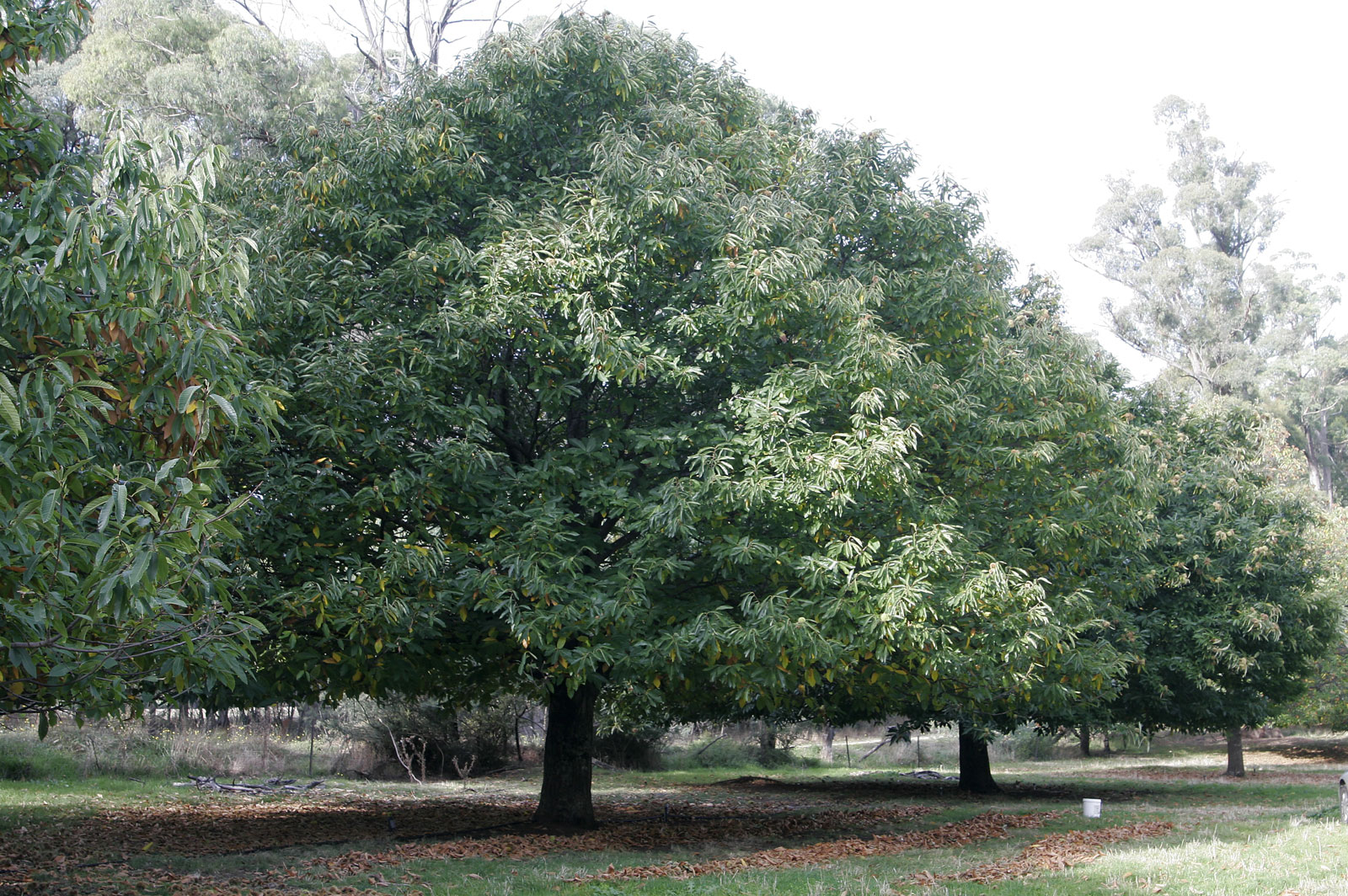
欧洲栗
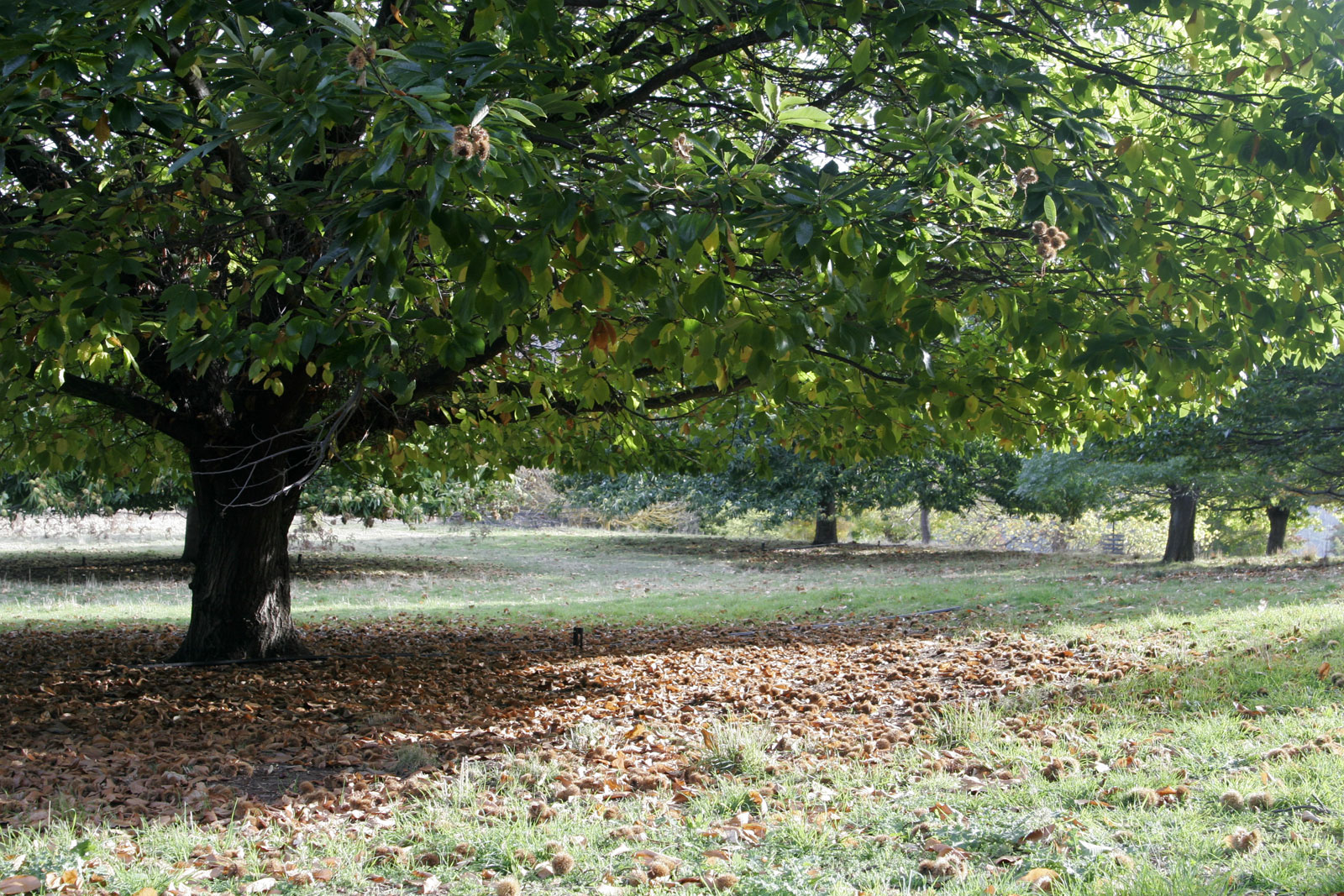
欧洲栗
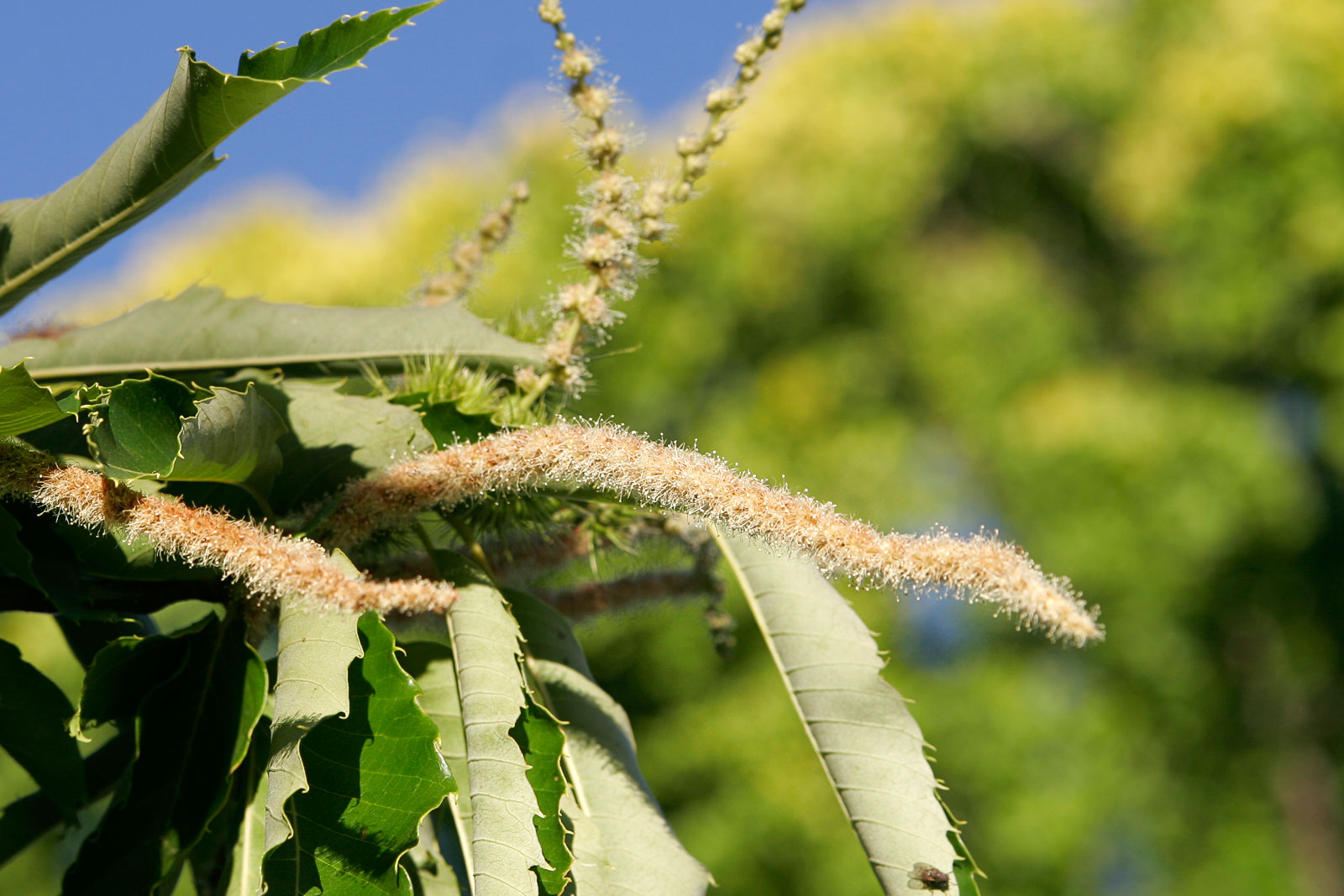
葇荑花序：雄花乳黄色、雌花绿色有密刺（部分藏于叶下）（欧洲栗）
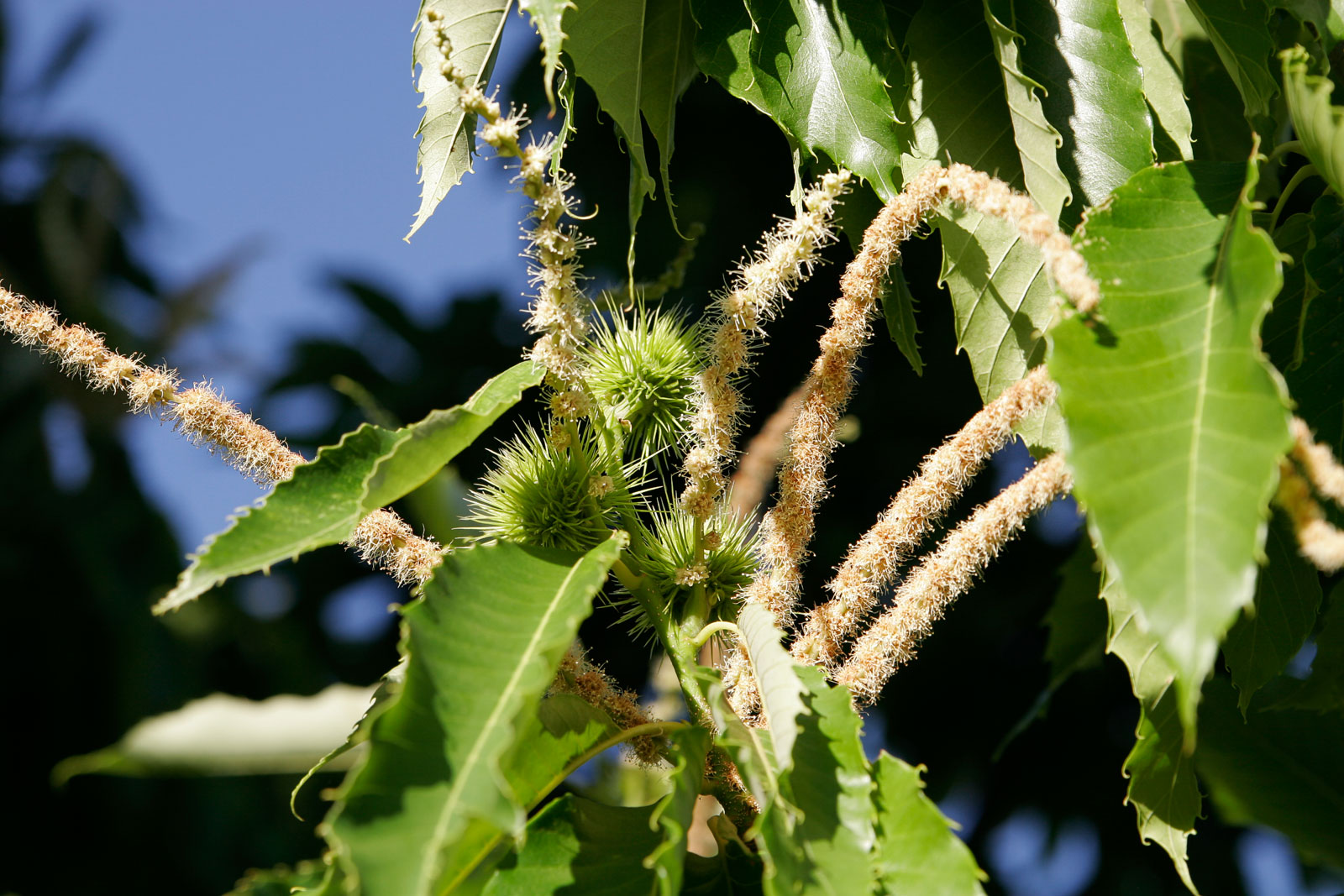
生长中的嫩果（欧洲栗）
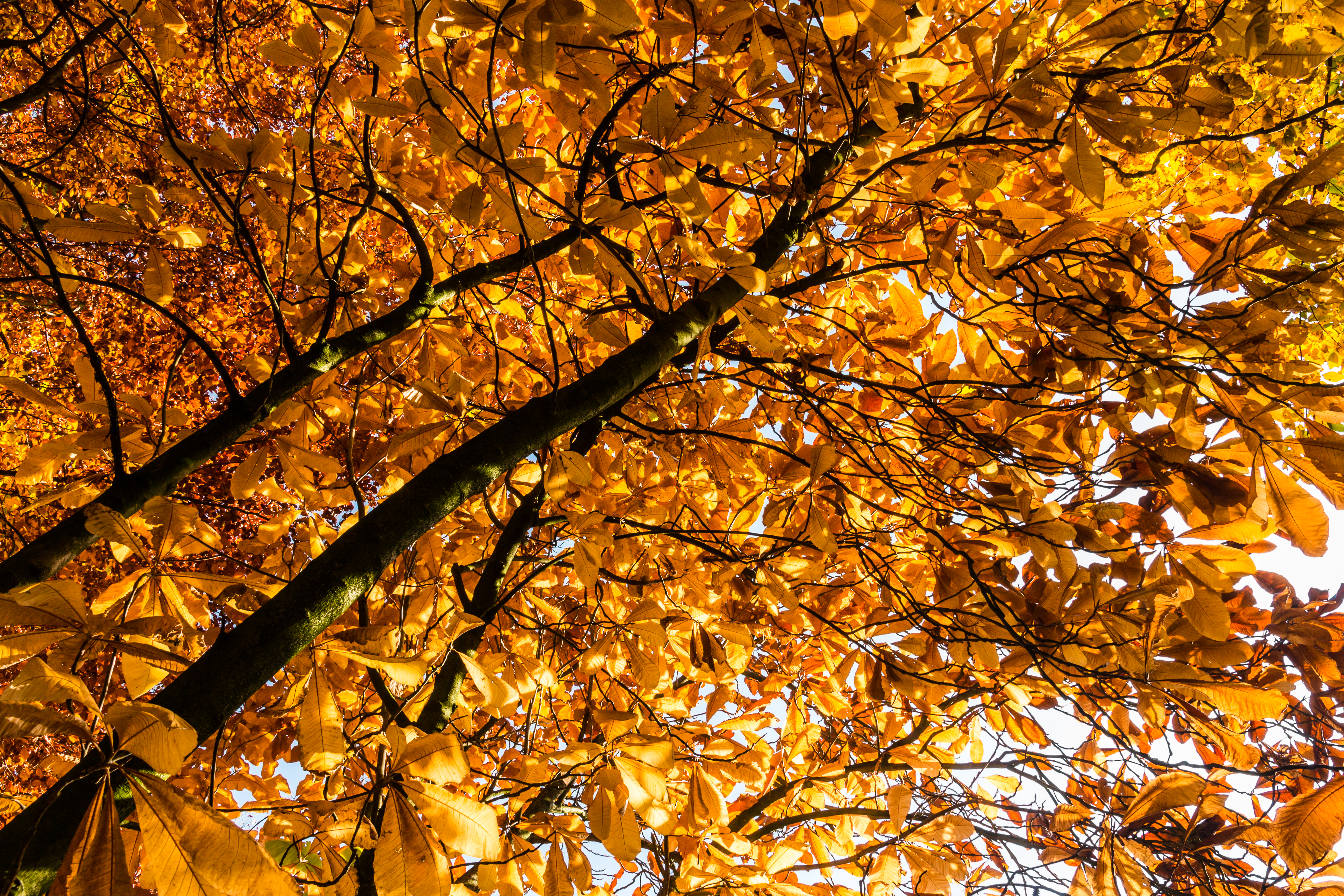
歐洲栗樹的枝幹
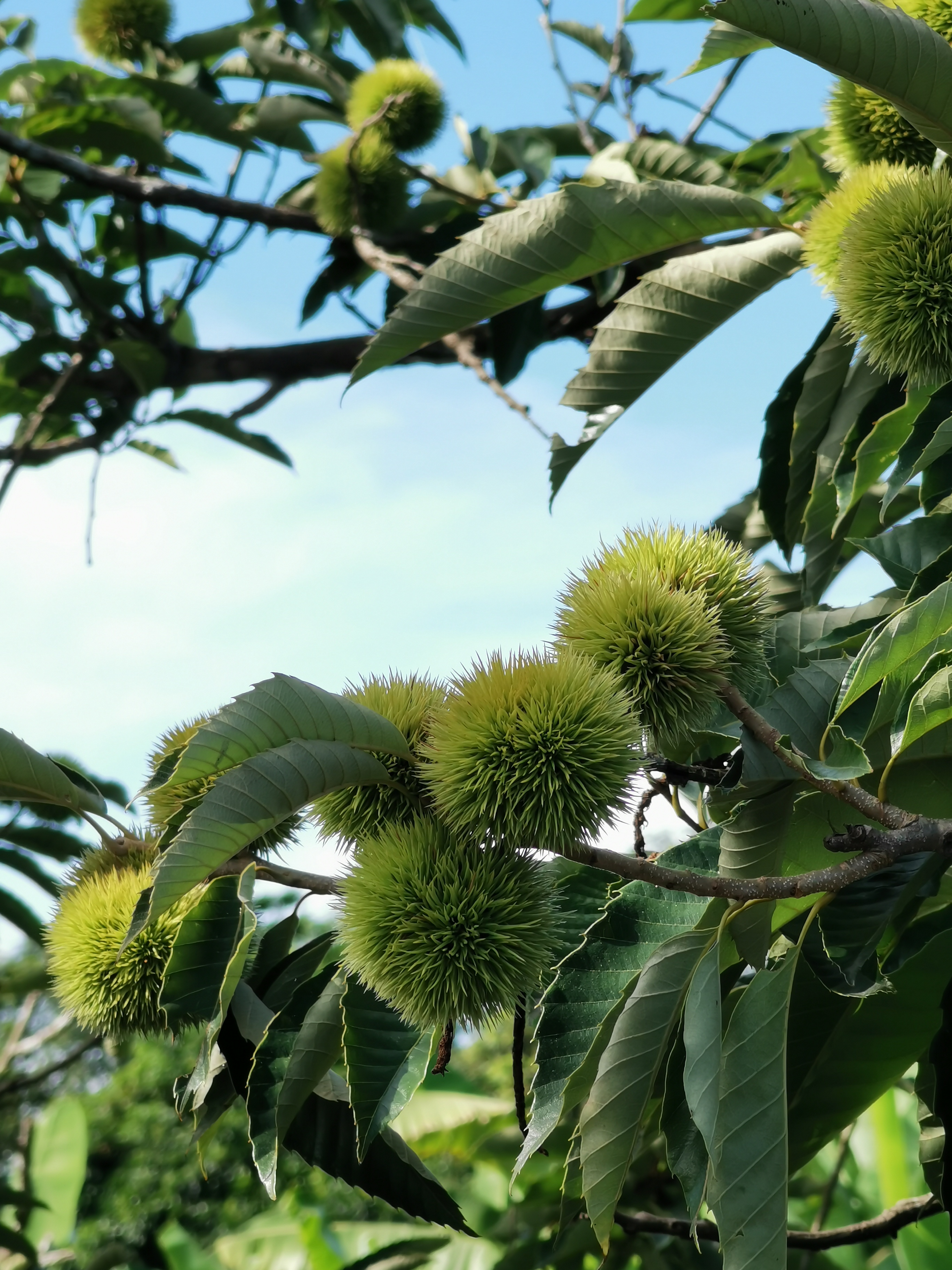
栗子樹結果
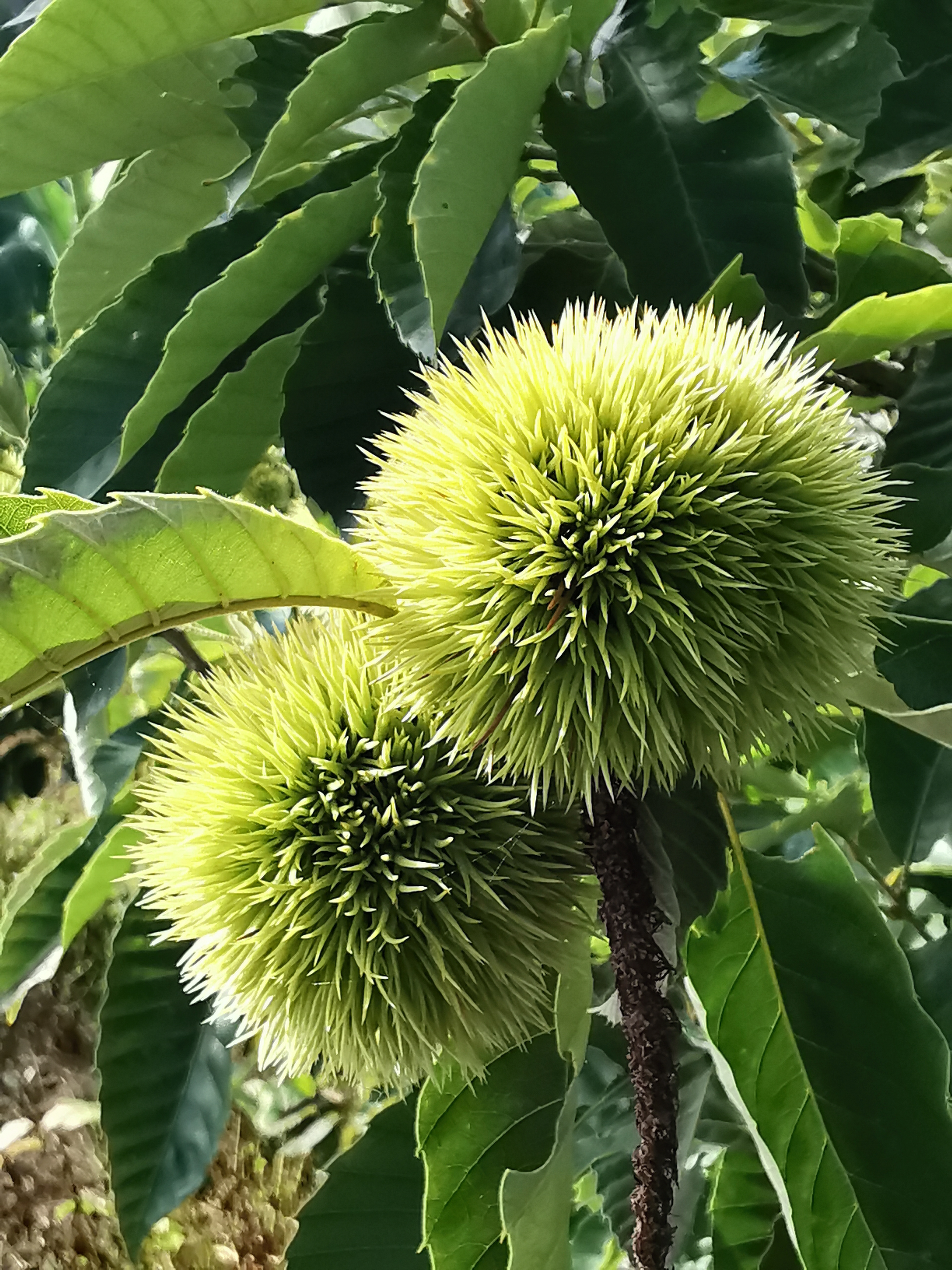
栗子果
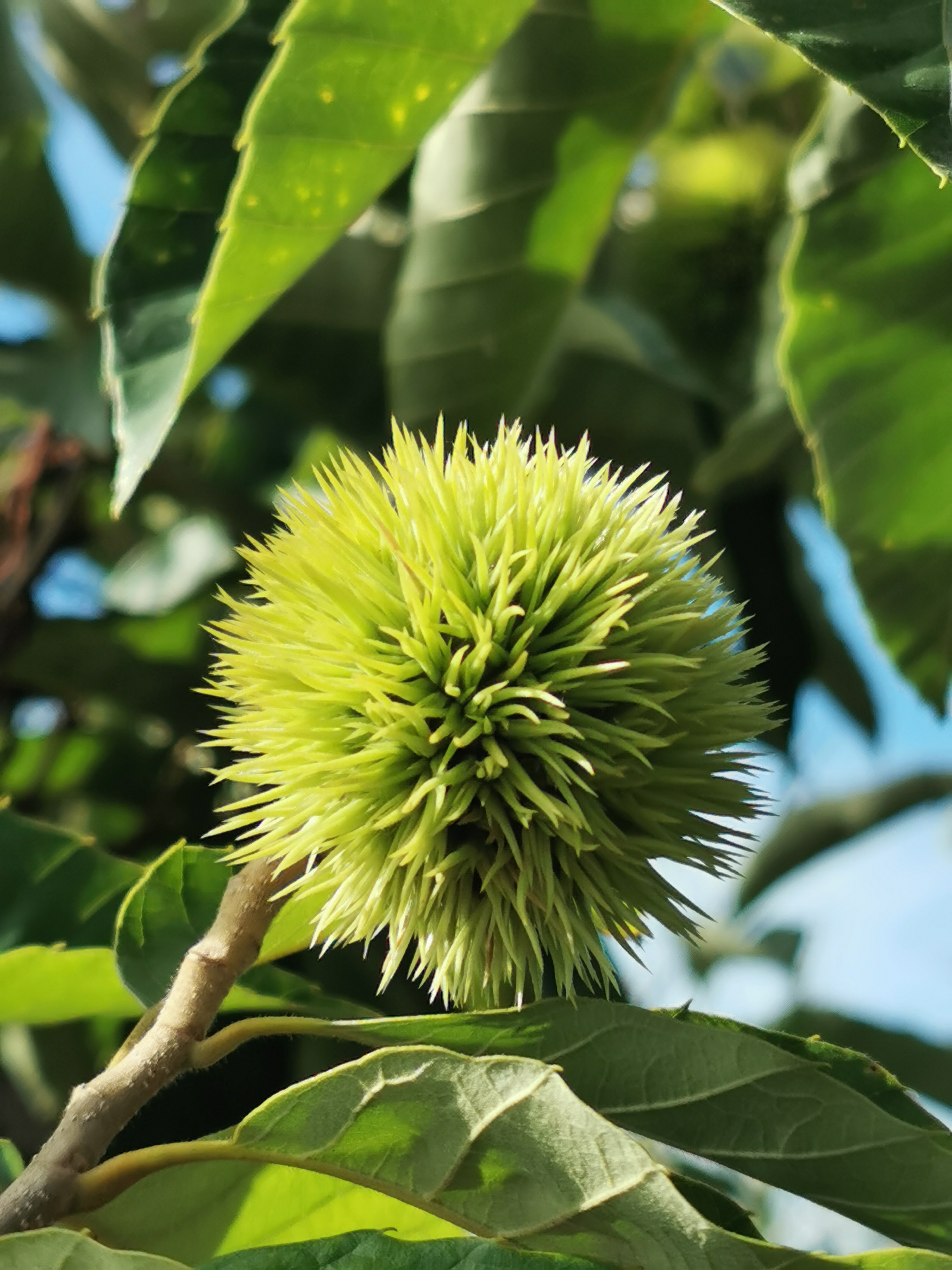
毛茸茸果實外殼，全是長硬刺
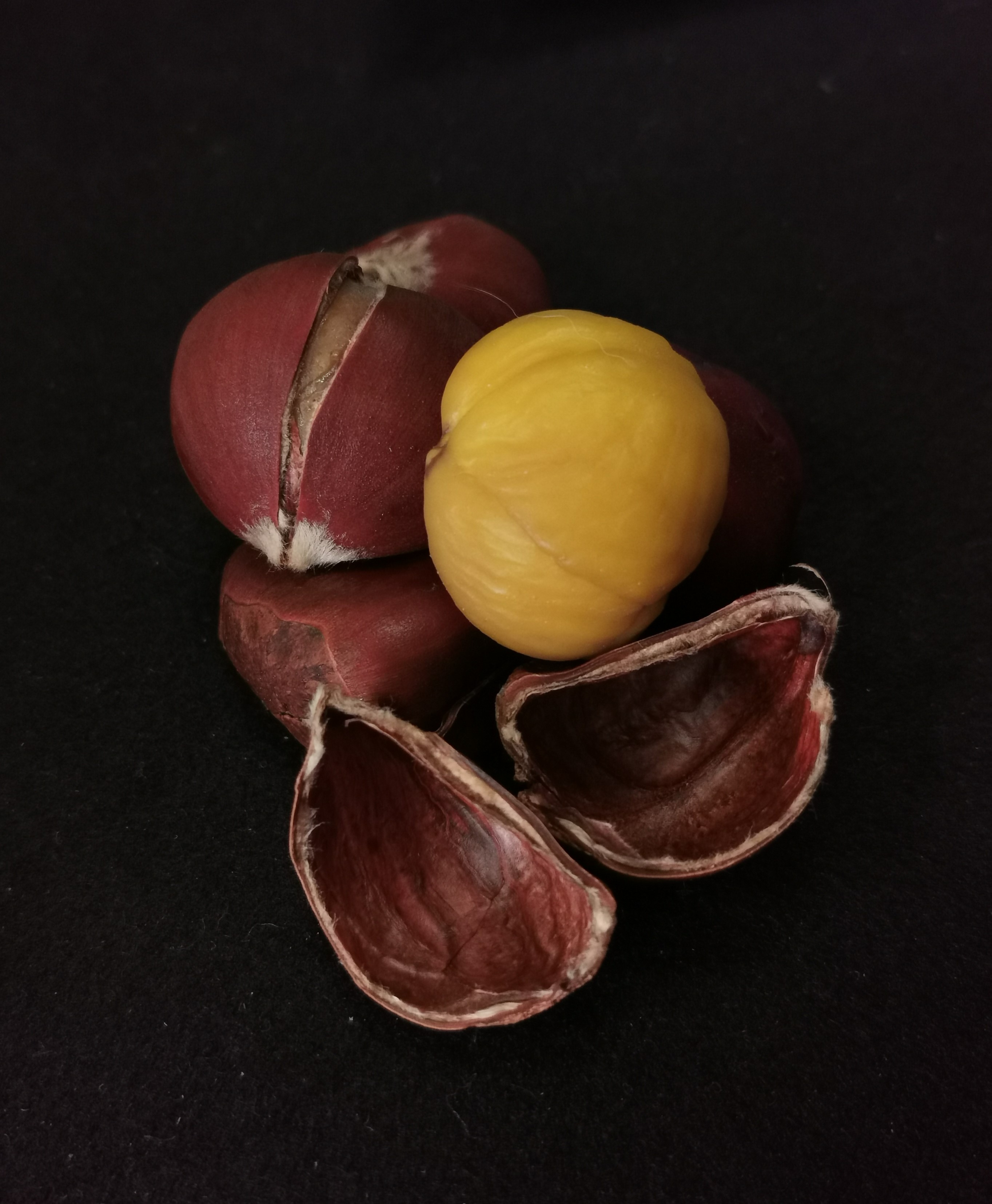
黃金板栗-熟

## 另見
- 板栗
- 炒栗子
- 栗子節

## 延伸閱讀
[在维基数据编辑]
 《欽定古今圖書集成·博物彙編·草木典·栗部》，出自陈梦雷《古今圖書集成》
 《植物名實圖考·栗》，出自吳其濬《植物名實圖考》
- Philips, Roger. . New York: Random House. 1979. ISBN 0-394-50259-0.